# District régional de Fraser-Fort George
Le District régional de Fraser-Fort George en Colombie-Britannique est situé au centre-est de la province. Le siège du district régional se situe à Prince George.

## Géographie

### Relief
Son territoire est traversé par le fleuve Fraser, et bordé à l'est par les Rocheuses canadiennes, avec plusieurs sommets dont le Mont Clairvaux.

## Villes principales
- Prince George
- Valemount

## Parcs et aires protégées
- Parc national de Jasper
- Parc provincial du Mont-Robson